# Saussurea gnaphalodes
Saussurea gnaphalodes là một loài thực vật có hoa trong họ Cúc. Loài này được (Royle) Sch.Bip. miêu tả khoa học đầu tiên năm 1846.